# Psephotus dissimilis
Psephotus dissimilis là một loài chim trong họ Psittacidae.